# Rivière Petchedetz
Pour les articles homonymes, voir Petchedetz.
La rivière Petchedetz est un cours d'eau traversant le canton de Matane, dans la municipalité de Saint-Léandre, puis dans la ville de Matane, dans la municipalité régionale de comté (MRC) La Matanie, sur la péninsule gaspésienne, dans la région administrative du Bas-Saint-Laurent, au Québec, au Canada.

## Géographie
La rivière Petchedetz prend sa source dans les monts Chic-Chocs à la confluence des rivières Petchedetz Est et Petchedetz Sud. Elle coule vers le nord-est sur environ 15 km jusqu'à sa confluence rive gauche avec la rivière Matane.

## Toponymie
L'origine toponymique du terme Petchedetz reste inconnue. Dans son rapport d'arpentage de 1862, J. A. Bradley utilise la graphie toponymique de Petcheditz et Pechedety. Le rapport de 1881 de l'arpenteur C.-S. Lepage intitulé La Description des cantons arpentés... (1889) fait référence à la graphie actuelle Petchedetz. En parallèle, l'édition anglaise de ce rapport d'arpentage utilise plutôt l'ancienne variante Petcheditz.
En 1904, la graphie Petchedec est utilisée pour l'appellation du lac ainsi et de la rivière, dans le Dictionnaire des rivières et lacs de la province de Québec d'Eugène Rouillard.
Le toponyme « rivière Petchedetz » a été officialisé le 5 décembre 1968 à la Commission de toponymie du Québec.